# Naso caesius
Naso caesius е вид бодлоперка от семейство Acanthuridae. Видът не е застрашен от изчезване.

## Разпространение и местообитание
Разпространен е в Австралия, Американска Самоа, Вануату, Гуам, Кирибати (Гилбъртови острови и Феникс), Кокосови острови, Малки далечни острови на САЩ (Атол Джонстън, Остров Бейкър и Хауленд), Маршалови острови, Микронезия, Науру, Ниуе, Нова Каледония, Остров Рождество, Острови Кук, Палау, Питкерн, Самоа, САЩ (Хавайски острови), Северни Мариански острови, Токелау, Тонга, Тувалу, Уолис и Футуна, Фиджи и Френска Полинезия.
Обитава океани, морета и рифове в райони с тропически климат. Среща се на дълбочина от 15 до 50 m, при температура на водата от 22,9 до 29 °C и соленост 34,4 – 35,3 ‰.

## Описание
На дължина достигат до 45,6 cm.
Популацията на вида е стабилна.